# Ропп, Иоганн Готгардович фон дер
Иоганн Готгардович фон дер Ропп (? — 1741) — генерал-майор русской императорской армии.

## Биография
Происходил из древнего рыцарского рода, переселившегося в XIV веке в Прибалтийский край из Нидер-Рейна; сын капитан-лейтенанта Польской службы Готгарда-Фридриха Роппа и его третьей жены Екатерины-Агаты, урождённой фон Вейс.
В 1725 году «по рассмотрению генерал-фельдмаршала и кавалера князя Мих. Мих. Голицина» был записан из вахмистров в Выборгский драгунский полк в подпоручики, а затем был определён флигель-адъютантом к своему дальнему родственнику генерал-лейтенанту X. Х. фон дер Роппу. Был переведён в Кавалергардский полк и в 1726 году произведён в капитаны; 12 января 1728 года переведён в Киевский драгунский полк; 7 декабря 1732 года был произведён в подполковники. С 15 декабря 1731 года участвовал в походе в Польшу; 31 декабря 1737 года был произведён в полковники, а 25 октября 1740 года — в генерал-майоры.
Умер в 1741 году.
Был женат на баронессе Маргарите-Елисавете Фабиановне Цеге-фон-Мантейфель, но потомства не оставил.